# Srečno število
Sréčno števílo je v matematiki celo število v množici, ki jo lahko tvorimo s podobnim postopkom kot dobimo praštevila z Eratostenovim sitom. Začnemo s seznamom celih števil začenši od števila 1:
```
1, 2, 3, 4, 5, 6, 7, 8, 9,10,11,12,13,14,15,16,17,18,19,20,21,22,23,24,25,26,27,28,29,30,31,32
```

Prečrtamo vsa soda števila. Ostanejo le liha cela števila:
```
1,    3,    5,    7,    9,   11,   13,   15,   17,   19,   21,   23,   25,   27,   29,   31,
```

Drugi člen v tem zaporedju je 3. Sedaj prečrtamo vsako tretje število, ki ostaja na seznamu:
```
1,    3,          7,    9,         13,   15,         19,   21,         25,   27,         31,
```

Tretje število, ki preživi je sedaj 7. Sedaj prečrtamo vsako sedmo število, ki ostane v seznamu:
```
1,    3,          7,    9,         13,   15,               21,         25,   27,
```

Če ponavljamo ta postopek neskončnokrat, ostanejo vsa srečna števila (OEIS A000959):
1, 3, 7, 9, 13, 15, 21, 25, 31, 33, 37, 43, 49, 51, 63, 67, 69, 73, 75, 79, 87, 93, 99,...
Stanislaw Marcin Ulam je prvi raziskoval takšna števila okoli leta 1955. Tako jih je poimenoval zaradi povezave z zgodbo Flavija Jožefa, ki je s prijateljem preživel poboj vsakega n-tega posameznika.
Srečna števila imajo nekaj podobnih lastnosti kot praštevila, kot je njihova porazdelitev glede na praštevilski izrek. Nanje so razširili tudi Goldbachovo domnevo.  Obstaja neskončno mnogo srečnih števil. Ni pa znano ali obstaja neskončno mnogo srečnih praštevil (OEIS A031157):
3, 7, 13, 31, 37, 43, 67, 73, 79, 127, 151, 163, 193,...